# Scotorythra ortharcha
Scotorythra ortharcha är en fjärilsart som beskrevs av Edward Meyrick 1899. Scotorythra ortharcha ingår i släktet Scotorythra och familjen mätare. Inga underarter finns listade.